# タクシーダンスホール
タクシーダンスホールは、1920年代のアメリカで人気を集めた男性向けの風俗・娯楽店の一種。チケットを購入して入場し、ダンスホールに待機している女性（タクシーダンサー）に渡すと、1枚につき1曲、ダンスの相手をしてもらえるシステムだった。「タクシー」は車のタクシー同様、賃貸し、料金制という意味で、料金さえ払えば、誰でも利用できることを表した。1枚で2分ほどしか踊れないため、客は何枚ものチケットを購入しなくてはならなかった。ダンス中にダンサーと交渉し、閉店後同伴する客も多かった。1960年代にほとんどが廃れたが、現在も時間制で女性がダンスなどの相手をする風俗店は存在し、ホステス・クラブ、ジェントルマンズ・クラブなどと呼ばれている。

## 歴史
19世紀末にカリフォルニア州でゴールドラッシュが起こると、金鉱掘りの男たちの娯楽場として、ダンスが踊れる居酒屋が繁昌した。とくにサンフランシスコのバーバリーコースト・ダンスホールなどが人気だったが、風紀が乱れるとして、アルコールを提供する場でのダンスを禁止する法律が1913年に発令された。アメリカでは飲酒や売春、ギャンブルに繋がることはプロテスタントの倫理に外れるとして、19世紀後半から徐々に取り締まりが厳しくなっていた。
そこで、一般の女性客の入店を禁止し、表向きにはダンス教室の体を装って、チケット制で女性従業員と踊れる男性向けの「タクシーダンスホール」が生まれた。客は入場料として1ドル10セントを払って細長いチケットの綴りを受け取り、バンドが音楽を演奏するホールに入って、待機する女性の中から好みの人にチケットを渡す。受け取った女性はそれを半分にちぎって片方をチケット係に、残りの半分を自分のストッキングの中にしまい、ダンスの相手をする。営業は深夜2時ごろまでで、客の目的はダンスより閉店後のダンサーとのデートにあった。これも風紀を乱すとして、サンフランシスコでは1921年にタクシーダンサーの雇用を禁止する法律が発令された。
同じころ、このタクシーダンスホールの盛況を見て、他の地方でも似たような形態のダンスホールが現れはじめた。シカゴでは、生徒獲得に悩むダンス学校が、女性のダンス・インストラクターを一列に並ばせて、男性の生徒がチケット制で順番に踊れるシステムを導入した。これは好みのインストラクターを生徒が選ぶことができないため、次第に、好きなインスラクターを選べるチケット制のダンス学校が現れ、繁昌するようになった。
1920年代から1930年代にかけてニューヨークやシカゴなど、アメリカの多くの都市でこのタクシーダンスホールが大流行したが、第二次大戦後に次第に廃れていった。現在も、時間制で女性がダンスなどの相手をしてくれる風俗店はあり、チケットの代わりにタイムレコーダーなどが使われている。また、チケット制のダンスレッスンは今も多くのダンス学校で採用されている。日本にも、加藤兵次郎によって大正末期にチケット式ダンスが紹介された。
現在も時間制でダンスの相手をする人をタクシーダンサーと呼ぶ場合もある。南米では、女性観光客のダンスの相手をする男性タクシーダンサーも繁昌している。

## シカゴ学派による研究
1932年に発行されたシカゴ学派 (社会学)によるフィールドワークによって、シカゴにおけるタクシーダンスホールの実態が詳しく報告されている。

### タクシーダンサー
同研究によると、ダンサーの多くは、シカゴ生まれで欠損家庭に育ち、経済的に不安定である。家族とのトラブルを抱え、十分な職業訓練を受けていない。ウエイトレスを経て、あるいは友人の紹介でタクシーダンサーを知り、刺激と収入の多さに惹かれて、この世界に入った女性が多い。実際、工場や店舗で働く2～3倍の収入が得られた。
タクシーダンサーにはいくつかのタイプがあり、ダンスだけで客を魅了できるナイス・ガールを頂点に、セックス・ゲームを利用するスマート・ガール、客に愛情を寄せるような振りをしてカモにするネバーミス・ガール、セックスを最大限に利用するセクシャル・ダンス・ガールなどがあった。
同書は、タクシーダンサーのライフサイクルとして次のように紹介している。家族と不和になって家を飛び出した若い白人女性がこの世界に飛び込み、新人のうちは人気ダンサーとして白人客に指名されるが、飽きられるに従い、人気が落ち、ダンスだけでは生計が立てられなくなり、売春に頼るようになり、ドラッグやアルコール、妊娠などに悩まされるようになる。そして、フィリピン人や中国人といった白人以外の客を取るようになり、なかには彼らと結婚する者も出てくる。

### タクシーダンスホールの客層
客の多くは、通常の社会関係では自分が必要とするサービスを手に入れることができない，あるいは満足できない人たちである。たとえば、大都市に移住してきて日が浅く社会関係の乏しい単身者や，人種差別に直面している移民（東洋人、イタリア・ポーランド・ギリシアからの移民，ユダヤ人など）、独身の年配者，結婚破綻者，流れ者，身体障害者，逃亡者，好奇心からホールの見学に来る者などで、異性と出会う機会の少ない者が大半だった。
彼らの調査によると、客の5分の1はフィリピン人で，その半数以上が25歳以下の若者だった。フィリピンは1902年からアメリカの統治下にあり、アメリカでの暮らしはフィリピン人の憧れだったため、1920年代の在米フィリピン人の数は10倍に増えていた。しかし市民権は認められず、アメリカでは有色人種と白人の結婚が許されていなかったため、アメリカ女性との接触はこうした場所に限定されがちだった。

## タクシーダンサーが登場する映画
- The Taxi Dancer (1927年) ハリー・ミラード監督 - ジョーン・クロフォード初主演映画。
- 十仙ダンス Ten Cents a Dance (1931年) ライオネル・バリモア監督 - 10セントで1曲踊れることから、「1曲10セント」のタイトルで歌と映画が作られた。
- Dancers in the Dark (1932年) ミリアム・ホプキンス主演
- 非情の罠 (1955年) スタンリー・キューブリック監督
- スイート・チャリティー (1968年) ボブ・フォッシー監督
- バレンチノ(1977年) - 1917年当時、ルドルフ・ヴァレンティノはダンスホール『マキシム』のタクシーダンサーとして生計を立てていた。
- Taxi Dancers (1993年) Norman Thaddeus Vane監督
- Somebody to Love (1994年) アレクサンダー・ロックウェル監督
- フローレス (1999年の映画) ジョエル・シューマッハ監督
- 愛の落日 (2002年) フィリップ・ノイス監督
- 上海の伯爵夫人 (2005年) ジェームズ・アイヴォリー監督